# Bastian Beyer
Bastian Beyer (* 1986 in Ostercappeln) ist ein deutscher Schauspieler.

## Leben
Bastian Beyer wurde 1986 geboren und wuchs in Bissendorf bei Osnabrück auf. Nach Abitur und Zivildienst studierte er von 2010 bis 2014 Schauspiel an der Otto-Falckenberg-Schule in München.
Währenddessen wirkte er in Produktionen der Münchner Kammerspiele mit und war hier u. a. in Das war auf einer Lichtung da sie zum ersten Mal Geld dafür nahm und Reines Land/Verlust (Regie jeweils: Malte Jelden) zu sehen. 2014 stand er als Graf Appiani in Emilia Galotti in der Regie von Sigrid Herzog am Vorarlberger Landestheater Bregenz auf der Bühne.
Sein erstes festes Theaterengagement trat er von 2014 bis 2015 am Schlosstheater Celle an, wo er unter anderem Simon in Verbrennungen (Regie: Kai Ohrem) und Paul Bäumer in Im Westen nichts Neues (Regie: Michael Klammer) spielte. Anschließend wirkte er in Andreas Dresens Arabella – Inszenierung an der Bayerischen Staatsoper in München mit.
Von 2016 bis 2020 war Bastian Beyer festes Ensemblemitglied am Mainfranken Theater Würzburg. Im Anschluss spielte er immer wieder als Gast an diesem Theater, unter anderem seit 2024 die Rolle des "Brad Majors" in "The Rocky Horror Show" in einer Inszenierung von Till Kleine-Möller.
Er ist außerdem immer wieder in verschiedenen Film- und Fernsehproduktionen zu sehen. So hatte er Episodenrollen u. a. in den Fernsehserien Bettys Diagnose (2020), Hubert ohne Staller (2021) und spielte in dem ARD-Fernsehfilm Wer einmal stirbt, dem glaubt man nicht (2020) den dubiosen Geschäftsmann Ralf Petersen. Im Frühjahr des Jahres 2021 übernahm er die Rolle des deutschböhmischen Skilangläufers Oswald Bartel in dem tschechischen Kinofilm Poslední závod (2022). Einer Verfilmung der realen Ereignisse rund um ein internationales 50-Kilometer-Skirennen im Jahr 1913, bei dem die beiden tschechischen Läufer Bohumil Hanč und Václav Vrbata den Tod fanden.
Seit 2024 spielt er "Stefan Wolff" in der Sat.1-Serie "Die Spreewaldklinik".

## Filmografie (Auswahl)
- 2016: Hubert und Staller (Fernsehserie, eine Folge)
- 2018: Bad Choices (Kurzfilm)
- 2019: Hotel Heidelberg: Wir sind die Neuen
- 2020: Der Liebhaber meiner Frau (Fernsehfilm)
- 2020: Wer einmal stirbt, dem glaubt man nicht (Fernsehfilm)
- 2020: Bettys Diagnose (Fernsehserie, eine Folge)
- 2021: Hubert ohne Staller (Fernsehserie, eine Folge)
- 2022: Poslední závod[4] (Kinofilm)
- 2023: SOKO Stuttgart (Fernsehserie, Folge: Ja, ich will)
- 2023: Gute Zeiten, schlechte Zeiten (Fernsehserie)
- 2024–2025: Die Spreewaldklinik (Fernsehserie)

## Theater (Auswahl)
- 2013: Das war auf einer Lichtung da sie zum ersten Mal Geld dafür nahm, Münchner Kammerspiele, Regie: Malte Jelden
- 2013: Reines Land/Verlust, Münchner Kammerspiele, Regie: Malte Jelden
- 2015: Arabella, Bayerische Staatsoper München, Regie: Andreas Dresen
- 2015: Im Westen nichts Neues, Schlosstheater Celle, Regie: Michael Klammer
- 2017: Antigone, Mainfranken Theater Würzburg, Regie: Ramin Anaraki
- 2017: Bluthochzeit, Mainfranken Theater Würzburg, Regie: Brit Bartkowiak
- 2017: Was ihr wollt, Mainfranken Theater Würzburg, Regie: Sigrid Herzog
- 2018: Mojo Mickybo, Mainfranken Theater Würzburg, Regie: Bea Martinek
- 2018: Leighton’s Jukebox, Mainfranken Theater Würzburg, Regie: Hannah Plaß
- 2019: Black Rider, Mainfranken Theater Würzburg, Regie: Tim Egloff
- 2019: Kabale und Liebe, Mainfranken Theater Würzburg, Regie: Marcel Keller
- 2019: Sisyphos auf Silvaner (UA von Gerasimos Bekas), Mainfranken Theater Würzburg, Regie: Albrecht Schröder
- 2020: Hiob, Mainfranken Theater Würzburg, Regie: Sigrid Herzog
- 2021: Der Kaukasische Kreidekreis, Mainfranken Theater Würzburg, Regie: Bea Martinek
- 2023: Der Kreis um die Sonne[5] (Roland Schimmelpfennig), Mainfranken Theater Würzburg, Regie: Markus Trabusch
- 2024: The Rocky Horror Show, Mainfranken Theater Würzburg, Regie: Till Kleine-Möller